# Sophus Simonsen
Hans Sophus Simonsen (25. december 1810 i Svendborg – 11. februar 1857 sammesteds) var en dansk violinist, gift med Catharine Simonsen og far til Niels Juel Simonsen.

## Karriere
Han var søn af stadsmusikant og organist Gregers Hiort Simonsen (1763-1843) og Anne Elisabeth født Petersen (1771-1845). Simonsen lærte violinspil hos sin far, der var en dygtig lærer, og som bl.a. uddannede Mads Dam. Simonsen debuterede 1829 og blev med kongelig understøttelse uddannet hos Claus Schall. 1834 blev han kongelig kapelmusikus (som bratschist). Han var ikke nogen betydelig komponist (et variationsværk à la Ole Bull og en sangkomposition til tekst af H.C. Andersen). 1852 trak han sig tilbage fra sin stilling på grund af svagelighed og tog ophold i sin fødeby, hvor han døde og er begravet.

## Ægteskaber
Simonsen blev gift første gang 3. oktober 1834 i Christiansborg Slotskirke med Catharine Elisabeth Rysslaender (7. marts 1816 i København - 3. maj 1849 sammesteds), datter af farversvend, senere farvermester Niels Rysslaender (ca. 1781-1845) og Juliane Marie Strøm (1785-1846).
Han blev gift anden gang 22. marts 1853 i Svendborg med Gommine Christine Graae (10. maj 1810 på Egeløkke - 7. januar 1896 i Svendborg, gift 1. gang 1836 med skibsfører Ole Bondo, 1811-1837), datter af forpagter på Egeløkke, senere møller og proprietær Gomme Graae (1775-1851, gift anden gang 1820 med Cathrine Jenssen, 1783-1862) og Pouline Abrahamine Barfoed (1776-1819).